# Dim (sura)
Dim (arabsko Ad-Dukhan) je 44. sura (poglavje) v Koranu, ki jo sestavlja 59 ajatov (verzov). Je meška sura.
Med opravljanjem molitve (salata oz. namaza) pri tej suri verniki opravijo 3 ruku'jev (priklonov).